# Freddy Adu
Fredua Koranteng „Freddy” Adu (ur. 2 czerwca 1989 w Temie, Ghana) – amerykański piłkarz pochodzenia ghańskiego występujący na pozycji ofensywnego pomocnika lub napastnika.

## Dzieciństwo
Adu urodził się i wychowywał w portowym mieście Tema na południu Ghany. Gdy miał 8 lat, jego matka dostała zieloną kartę i razem z rodziną przeniosła się do Rockville. W 2003 zostali obywatelami Stanów Zjednoczonych. Tam Adu uczył się w prywatnych szkołach i występował w młodzieżowych drużynach piłkarskich. Podczas jednego z turniejów U-14 (na którym otrzymał tytuł MVP imprezy) został zauważony przez przedstawicieli S.S. Lazio oraz Juventusu. W wieku 14 lat został wybrany podczas draftu MLS do drużyny D.C. United.

## Profesjonalna kariera
Debiutując w amerykańskiej MLS 3 kwietnia 2004 roku został najmłodszym zawodnikiem w historii amerykańskiego sportu. Już w dwa tygodnie później strzelił swoją pierwszą bramkę w lidze. Dobrymi występami zwrócił na siebie uwagę wielu europejskich klubów, m.in. Manchester United, Inter Mediolan czy PSV Eindhoven. Wraz z trenowaną przez Piotra Nowaka drużyną D.C. United zdobył Puchar MLS. Zaliczył również świetne występy w młodzieżowych reprezentacjach USA: U-17 (do lat 17) i U-21 (do lat 21). Wystąpił dwunastokrotnie w pierwszej reprezentacji USA strzelając jednego gola w meczu przeciwko Gwatemali. 12 grudnia 2006 przeszedł do Realu Salt Lake, a w 2007 podpisał kontrakt z Benfiką. W lipcu 2008 został wypożyczony do AS Monaco. W 2009 został również wypożyczony do CF Os Belenenses, a w 2010 do Arisu Saloniki. Następnie został wypożyczony do zespołu z drugiej ligi tureckiej Çaykur Rizespor. Po kilku latach spędzonych w Europie postanowił wrócić do MLS, do zespołu Philadelphia Union, trenowanego wówczas przez Piotra Nowaka. W lipcu 2014 podpisał kontrakt z FK Jagodina. W 2015 grał w Kuopion Palloseura, a następnie przeszedł do Tampa Bay Rowdies.